# Mesocixiella gobiensis
Mesocixiella gobiensis är en insektsart som beskrevs av Shcherbakov 1988. Mesocixiella gobiensis ingår i släktet Mesocixiella och familjen kilstritar. Inga underarter finns listade i Catalogue of Life.